# Ángel Gaetán
Ángel Virginio Gaetán (Arghentina 26 de junio de 1919- Santa Fe, 13 de febrero de 1999) fue un futbolista argentino. Jugaba como mediocampista y su primer club fue Colón.

## Carrera

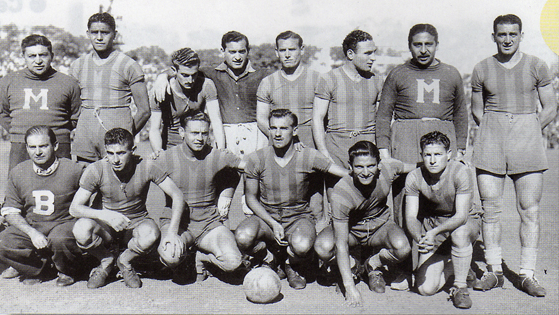
Rosario Central en 1947. Parados: Lidoro Soria, César Castagno, Roberto Quattrocchi, Alfredo Fógel, Ángel Gaetán, Santiago Armandola; hincados: Osvaldo Pérez, Juan Hohberg, Antonio Zamaro,Luis Bravo, Antonio Vilariño.

Se desempeñaba como marcador central o como volante de marca por derecha. Inició su carrera en Colón el año 1944, en el torneo de Segunda División de Argentina, y sus buenas actuaciones llamaron la atención de Rosario Central, quien lo incorporó a sus filas en 1945. Allí debutó el 3 de junio de ese año, en un encuentro ante Ferro Carril Oeste, finalizado 1-1. En el canalla jugó tres temporadas, con un total de 42 partidos y un gol, marcado ante Racing Club el 1 de diciembre de 1946, con victoria centralista 6-4. En la temporada 1947 gozó de mayores oportunidades para jugar como titular, ante el retiro el año anterior de José Casalini, dueño del puesto de mediocampista por derecha.  En 1948 retornó a Colón, formando parte de una operación por la cual pasó junto a otros cinco futbolistas al cuadro santafesino a cambio del arquero Pedro Botazzi. En su segundo ciclo en el sabalero jugó al menos hasta 1950.

## Clubes
| Club            | País      | Año       |
| --------------- | --------- | --------- |
| Colón           | Argentina | 1943      |
| Rosario Central | Argentina | 1945-1947 |
| Colón           | Argentina | 1948-1950 |